# Андрияхин, Владимир Дмитриевич
Владимир Дмитриевич Андрияхин (6 февраля 1933 — 4 апреля 1994) — советский хоккеист, нападающий.

## Биография
Играл в хоккей с мячом за команды «Металлург» Электросталь (1950/51 — 1951/51) и «Кантемировец» Наро-Фоминск (1952/53 — 1954/55).
В хоккее с шайбой выступал за электросталевские команды «Металлург» (1950—1952, 1962—1964), ДК им. Карла Маркса / команда г. Электросталь / «Электросталь» (1955/56 — 1961/62, 1964/65), «Электросталь-2» (1965/66 — 1968/69).
Тренировал молодёжную команду Электростали в конце 1960-х.